# Норт-Біч (Меріленд)
Норт-Біч (англ. North Beach) — місто (англ. town) в США, в окрузі Калверт штату Меріленд. Населення — 2146 осіб (2020).

## Географія
Норт-Біч розташований за координатами 38°42′28″ пн. ш. 76°32′4″ зх. д. / 38.70778° пн. ш. 76.53444° зх. д. (38.707736, -76.534500).  За даними Бюро перепису населення США в 2010 році місто мало площу 0,89 км², з яких 0,86 км² — суходіл та 0,04 км² — водойми.

## Демографія
Згідно з переписом 2010 року, у місті мешкало 1978 осіб у 911 домогосподарстві у складі 466 родин. Густота населення становила 2216 осіб/км².  Було 1063 помешкання (1191/км²).
Расовий склад населення:
| - 82,9 % — білих - 10,6 % — чорних або афроамериканців - 0,8 % — азіатів - 0,3 % — корінних американців - 0,1 % — вихідців з тихоокеанських островів - 1,1 % — осіб інших рас |

До двох чи більше рас належало 4,2 %. Частка іспаномовних становила 3,3 % від усіх жителів.
За віковим діапазоном населення розподілялося таким чином: 21,2 % — особи молодші 18 років, 67,0 % — особи у віці 18—64 років, 11,8 % — особи у віці 65 років та старші. Медіана віку мешканця становила 37,8 року. На 100 осіб жіночої статі у місті припадало 87,3 чоловіків;  на 100 жінок у віці від 18 років та старших — 82,8 чоловіків також старших 18 років.
Середній дохід на одне домашнє господарство  становив 81 792 долари США (медіана — 71 375), а середній дохід на одну сім'ю — 93 253 долари (медіана — 86 573). Медіана доходів становила 59 081 долар для чоловіків та 51 802 долари для жінок. За межею бідності перебувало 17,3 % осіб, у тому числі 36,6 % дітей у віці до 18 років та 13,1 % осіб у віці 65 років та старших.
Цивільне працевлаштоване населення становило 1158 осіб. Основні галузі зайнятості: публічна адміністрація — 26,6 %, освіта, охорона здоров'я та соціальна допомога — 16,7 %, науковці, спеціалісти, менеджери — 13,1 %.